# Lopheremaeus tunicatus
Lopheremaeus tunicatus är en kvalsterart som först beskrevs av Balogh 1958.  Lopheremaeus tunicatus ingår i släktet Lopheremaeus och familjen Plateremaeidae. Inga underarter finns listade i Catalogue of Life.